# Labangan
Labangan is een gemeente in de Filipijnse provincie Zamboanga del Sur op het eiland Mindanao. Bij de laatste census in 2007 had de gemeente bijna 38 duizend inwoners.

## Geografie

### Bestuurlijke indeling
Labangan is onderverdeeld in de volgende 25 barangays:
| - Bagalupa - Balimbingan - Binayan - Bokong - Bulanit - Cogonan - Combo - Dalapang - Dimasangca - Dipaya - Langapod - Lantian - Lower Campo Islam | - Lower Pulacan - Lower Sang-an - New Labangan - Noboran - Old Labangan - San Isidro - Santa Cruz - Tapodoc - Tawagan Norte - Upper Campo Islam - Upper Pulacan - Upper Sang-an |

## Demografie
Labangan had bij de census van 2007 een inwoneraantal van 37.598 mensen. Dit zijn 3.068 mensen (8,9%) meer dan bij de vorige census van 2000. De gemiddelde jaarlijkse groei komt daarmee uit op 1,18%, hetgeen lager is dan het landelijk jaarlijks gemiddelde over deze periode (2,04%). Vergeleken met de census van 1995 is het aantal mensen met 5.334 (16,5%) toegenomen.

De bevolkingsdichtheid van Labangan was ten tijde van de laatste census, met 37.598 inwoners op 157,9 km², 238,1 mensen per km².